# Mistrovství světa ve fotbale 1966 (soupisky)
Soupisky na Mistrovství světa ve fotbale 1966, které se hrálo v Anglii:
| Zlato             | Stříbro        | Bronz                  |
| ----------------- | -------------- | ---------------------- |
| Anglie • Soupiska | SRN • Soupiska | Portugalsko • Soupiska |

## Skupina 1

### Anglie
Hlavní trenér: Alf Ramsey

| Jméno          | Datum narození    | Datum úmrtí                         | Klub                |
| Brankáři       | Brankáři          | Brankáři                            | Brankáři            |
| -------------- | ----------------- | ----------------------------------- | ------------------- |
| Gordon Banks   | 30. prosince 1937 | 12. února 2019 (ve věku 81 let)     | Leicester City      |
| Ron Springett  | 22. července 1935 | 12. září 2015 (ve věku 80 let)      | Sheffield Wednesday |
| Peter Bonetti  | 27. září 1941     | 12. dubna 2020 (ve věku 78 let)     | Chelsea             |
| Obránci        |                   |                                     |                     |
| George Cohen   | 22. října 1939    | 23. prosince 2022 (ve věku 83 let)  | Fulham              |
| Ray Wilson     | 17. prosince 1934 | 15. května 2018 (ve věku 83 let)    | Everton             |
| Jack Charlton  | 8. května 1935    | 10. července 2020 (ve věku 85 let)  | Leeds United        |
| Bobby Moore –  | 12. dubna 1941    | 24. února 1993 (ve věku 51 let)     | West Ham United     |
| Jimmy Armfield | 21. září 1935     | 22. ledna 2018 (ve věku 82 let)     | Blackpool FC        |
| Gerry Byrne    | 29. srpna 1938    | 28. listopadu 2015 (ve věku 77 let) | Liverpool FC        |
| Ron Flowers    | 28. července 1934 | 12. listopadu 2021 (ve věku 87 let) | Wolverhampton       |
| Norman Hunter  | 29. října 1943    | 17. dubna 2020 (ve věku 76 let)     | Leeds United        |
| Záložníci      |                   |                                     |                     |
| Nobby Stiles   | 18. května 1942   | 30. října 2020 (ve věku 78 let)     | Manchester United   |
| Alan Ball      | 12. května 1945   | 25. dubna 2007 (ve věku 61 let)     | Blackpool FC        |
| Bobby Charlton | 11. října 1937    | 21. října 2023 (ve věku 86 let)     | Manchester United   |
| Martin Peters  | 8. listopadu 1943 | 21. prosince 2019 (ve věku 76 let)  | West Ham United     |
| Ian Callaghan  | 10. dubna 1942    |                                     | Liverpool FC        |
| George Eastham | 23. září 1936     | 20. prosince 2024 (ve věku 88 let)  | Arsenal             |
| Útočníci       |                   |                                     |                     |
| Jimmy Greaves  | 20. února 1940    | 19. září 2021 (ve věku 81 let)      | Tottenham Hotspur   |
| Geoff Hurst    | 8. prosince 1941  |                                     | West Ham United     |
| John Connelly  | 18. července 1938 | 25. října 2012 (ve věku 74 let)     | Manchester United   |
| Terry Paine    | 23. března 1939   |                                     | Southampton FC      |
| Roger Hunt     | 20. července 1938 | 27. září 2021 (ve věku 83 let)      | Liverpool FC        |

### Francie
Hlavní trenér: Henri Guérin

| Jméno               | Datum narození    | Datum úmrtí                        | Klub                 |
| Brankáři            | Brankáři          | Brankáři                           | Brankáři             |
| ------------------- | ----------------- | ---------------------------------- | -------------------- |
| Marcel Aubour       | 17. června 1940   |                                    | Olympique Lyon       |
| Georges Carnus      | 13. srpna 1942    |                                    | Stade Français FC    |
| Johnny Schuth       | 7. prosince 1941  |                                    | RC Strasbourg Alsace |
| Obránci             |                   |                                    |                      |
| Marcel Artelesa –   | 2. července 1938  | 23. září 2016 (ve věku 78 let)     | AS Monaco            |
| Bernard Bosquier    | 19. června 1942   |                                    | Sochaux              |
| Robert Budzynski    | 21. května 1940   | 17. července 2023 (ve věku 83 let) | FC Nantes            |
| André Chorda        | 20. února 1938    | 18. června 1998 (ve věku 60 let)   | Bordeaux             |
| Héctor De Bourgoing | 23. července 1934 | 24. ledna 1993 (ve věku 58 let)    | Bordeaux             |
| Gabriel De Michele  | 6. března 1941    |                                    | FC Nantes            |
| Jean Djorkaeff      | 27. října 1939    |                                    | Olympique Lyon       |
| Jean-Claude Piumi   | 27. května 1940   | 24. března 1996 (ve věku 55 let)   | Valenciennes FC      |
| Záložníci           |                   |                                    |                      |
| Joseph Bonnel       | 4. ledna 1939     | 13. února 2018 (ve věku 79 let)    | Valenciennes FC      |
| Yves Herbet         | 17. srpna 1945    | 28. června 2024 (ve věku 78 let)   | CS Sedan             |
| Robert Herbin       | 30. března 1939   | 27. dubna 2020 (ve věku 74 let)    | AS Saint-Étienne     |
| Lucien Muller       | 3. září 1934      |                                    | FC Barcelona         |
| Jacques Simon       | 25. března 1941   | 5. prosince 2017 (ve věku 76 let)  | FC Nantes            |
| Útočníci            |                   |                                    |                      |
| Edmond Baraffe      | 19. října 1942    | 19. dubna 2020 (ve věku 77 let)    | Toulouse             |
| Néstor Combin       | 29. prosince 1940 |                                    | SSD Varese Calcio    |
| Didier Couécou      | 25. července 1944 |                                    | Bordeaux             |
| Philippe Gondet     | 17. května 1942   | 21. ledna 2018 (ve věku 75 let)    | FC Nantes            |
| Gérard Hausser      | 18. března 1939   |                                    | RC Strasbourg Alsace |
| Laurent Robuschi    | 5. října 1935     |                                    | Bordeaux             |

### Mexiko
Hlavní trenér: Ignacio Tréllez

| Jméno                   | Datum narození     | Datum úmrtí                        | Klub                    |
| Brankáři                | Brankáři           | Brankáři                           | Brankáři                |
| ----------------------- | ------------------ | ---------------------------------- | ----------------------- |
| Antonio Carbajal        | 7. června 1929     | 9. května 2023 (ve věku 93 let)    | Club León               |
| Ignacio Calderón        | 13. prosince 1943  |                                    | CD Guadalajara          |
| Javier Vargas           | 22. listopadu 1941 |                                    | Atlas FC                |
| Obránci                 |                    |                                    |                         |
| Arturo Chaires          | 14. března 1937    | 18. června 2020 (ve věku 83 let)   | CD Guadalajara          |
| Gustavo Peña –          | 22. listopadu 1942 | 19. ledna 2021 (ve věku 78 let)    | Club Deportivo Oro      |
| Jesús del Muro          | 30. listopadu 1937 | 2. října 2022 (ve věku 84 let)     | Club Deportivo Veracruz |
| Gabriel Núñez           | 6. února 1942      |                                    | Club Atlético Zacatepec |
| Záložníci               |                    |                                    |                         |
| Ignacio Jáuregui        | 31. července 1938  |                                    | CF Monterrey            |
| Isidoro Díaz            | 14. března 1940    |                                    | CD Guadalajara          |
| Ernesto Cisneros        | 26. října 1940     |                                    | Atlas FC                |
| José Luis González      | 14. září 1942      | 8. září 1995 (ve věku 52 let)      | Club Necaxa             |
| Guillermo Hernández     | 25. června 1942    |                                    | Atlas FC                |
| Luis Regueiro Urquiola  | 22. prosince 1943  |                                    | UNAM                    |
| Magdaleno Mercado       | 4. dubna 1944      | 6. března 2020 (ve věku 75 let)    | Atlas FC                |
| Útočníci                |                    |                                    |                         |
| Felipe Ruvalcaba        | 16. února 1941     | 4. září 2019 (ve věku 78 let)      | Club Deportivo Oro      |
| Aarón Padilla Gutiérrez | 10. července 1942  | 14. června 2020 (ve věku 77 let)   | UNAM                    |
| Javier Fragoso          | 19. dubna 1942     | 28. prosince 2014 (ve věku 72 let) | Club América            |
| Francisco Jara          | 3. února 1941      | 2. února 2024 (ve věku 82 let)     | CD Guadalajara          |
| Elías Muñoz             | 3. listopadu 1941  |                                    | Universidad Nuevo León  |
| Salvador Reyes          | 20. září 1936      | 29. prosince 2012 (ve věku 76 let) | CD Guadalajara          |
| Enrique Borja           | 20. prosince 1945  |                                    | UNAM                    |
| Ramiro Navarro          | 25. května 1943    |                                    | Club Deportivo Oro      |

### Uruguay
Hlavní trenér: Ondino Viera

| Jméno                 | Datum narození     | Datum úmrtí                         | Klub              |
| Brankáři              | Brankáři           | Brankáři                            | Brankáři          |
| --------------------- | ------------------ | ----------------------------------- | ----------------- |
| Ladislao Mazurkiewicz | 14. února 1945     | 2. ledna 2013 (ve věku 67 let)      | Peñarol           |
| Roberto Sosa          | 14. června 1935    | 27. června 2008 (ve věku 73 let)    | Nacional          |
| Walter Taibo          | 7. března 1931     | 10. ledna 2021 (ve věku 89 let)     | Peñarol           |
| Obránci               |                    |                                     |                   |
| Horacio Troche –      | 14. února 1936     | 14. července 2014 (ve věku 78 let)  | CA Cerro          |
| Jorge Manicera        | 4. listopadu 1938  | 18. září 2012 (ve věku 73 let)      | Nacional          |
| Néstor Gonçalves      | 27. dubna 1936     | 29. prosince 2016 (ve věku 80 let)  | Peñarol           |
| Nelson Díaz           | 12. ledna 1942     |                                     | Peñarol           |
| Emilio Álvarez        | 10. února 1939     | 22. dubna 2010 (ve věku 71 let)     | Nacional          |
| Luis Ubiña            | 7. června 1940     | 17. července 2013 (ve věku 73 let)  | Rampla Juniors    |
| Eliseo Álvarez        | 9. srpna 1940      | 1999                                | Rampla Juniors    |
| Luis Ramos            | 9. října 1939      |                                     | Nacional          |
| Záložníci             |                    |                                     |                   |
| Pablo Forlán          | 14. července 1945  |                                     | Peñarol           |
| Omar Caetano          | 8. listopadu 1938  | 2. července 2008 (ve věku 69 let)   | Peñarol           |
| Julio César Cortés    | 29. března 1941    | 24. července 2025 (ve věku 84 let)  | Peñarol           |
| Héctor Salva          | 27. listopadu 1939 | 20. listopadu 2015 (ve věku 75 let) | Danubio FC        |
| Héctor Silva          | 1. února 1940      | 30. srpna 2015 (ve věku 75 let)     | Peñarol           |
| Víctor Espárrago      | 6. října 1944      |                                     | Nacional          |
| Útočníci              |                    |                                     |                   |
| José Urruzmendi       | 25. srpna 1944     |                                     | Nacional          |
| José Sasia            | 27. prosince 1933  | 30. srpna 1996 (ve věku 62 let)     | Defensor Sporting |
| Pedro Rocha           | 3. prosince 1942   | 2. prosince 2013 (ve věku 70 let)   | Peñarol           |
| Domingo Pérez         | 7. června 1936     | 16. srpna 2024 (ve věku 88 let)     | Nacional          |
| Milton Viera          | 11. května 1946    |                                     | Nacional          |

## Skupina 2

### Argentina
Hlavní trenér: Juan Carlos Lorenzo

| Jméno                  | Datum narození     | Datum úmrtí                        | Klub          |
| Brankáři               | Brankáři           | Brankáři                           | Brankáři      |
| ---------------------- | ------------------ | ---------------------------------- | ------------- |
| Antonio Roma           | 13. července 1932  | 20. února 2013 (ve věku 80 let)    | Boca Juniors  |
| Rolando Irusta         | 27. března 1938    |                                    | Lanús         |
| Hugo Gatti             | 19. srpna 1944     | 20. dubna 2025 (ve věku 80 let)    | River Plate   |
| Obránci                |                    |                                    |               |
| Roberto Perfumo        | 3. října 1942      | 10. března 2016 (ve věku 73 let)   | Racing Club   |
| Silvio Marzolini       | 4. října 1940      | 17. července 2020 (ve věku 79 let) | Boca Juniors  |
| Roberto Ferreiro       | 25. dubna 1935     | 20. dubna 2017 (ve věku 81 let)    | Independiente |
| Nelson López           | 24. června 1941    | 1980                               | Banfield      |
| Záložníci              |                    |                                    |               |
| José Varacka           | 27. května 1932    | 22. října 2018 (ve věku 86 let)    | San Lorenzo   |
| Oscar Calics           | 18. listopadu 1939 |                                    | San Lorenzo   |
| Carmelo Simeone        | 22. září 1934      | 11. října 2014 (ve věku 80 let)    | Boca Juniors  |
| Antonio Rattin –       | 16. května 1937    |                                    | Boca Juniors  |
| José Omar Pastoriza    | 23. května 1942    | 2. srpna 2004 (ve věku 62 let)     | Independiente |
| Rafael Albrecht        | 23. srpna 1941     | 3. května 2021 (ve věku 79 let)    | San Lorenzo   |
| Jorge Solari           | 11. listopadu 1941 |                                    | River Plate   |
| Juan Carlos Sarnari    | 22. ledna 1942     | 21. dubna 2023 (ve věku 81 let)    | River Plate   |
| Útočníci               |                    |                                    |               |
| Mario Chaldú           | 6. června 1942     | 1. dubna 2020 (ve věku 77 let)     | San Lorenzo   |
| Alberto Mario González | 21. srpna 1941     | 26. února 2023 (ve věku 81 let)    | Boca Juniors  |
| Alfredo Rojas          | 20. února 1937     | 16. června 2023 (ve věku 86 let)   | Boca Juniors  |
| Luis Artime            | 2. prosince 1938   |                                    | Independiente |
| Ermindo Onega          | 30. dubna 1940     | 21. prosince 1979 (ve věku 39 let) | River Plate   |
| Oscar Más              | 29. října 1946     |                                    | River Plate   |
| Aníbal Tarabini        | 4. srpna 1941      | 21. dubna 1997 (ve věku 55 let)    | Independiente |

### Španělsko
Hlavní trenér: José Villalonga

| Jméno              | Datum narození     | Datum úmrtí                        | Klub            |
| Brankáři           | Brankáři           | Brankáři                           | Brankáři        |
| ------------------ | ------------------ | ---------------------------------- | --------------- |
| José Ángel Iribar  | 1. března 1943     |                                    | Athletic Bilbao |
| Antonio Betancort  | 13. března 1938    | 15. března 2015 (ve věku 77 let)   | Real Madrid     |
| Miguel Reina       | 24. ledna 1946     |                                    | Córdoba CF      |
| Obránci            |                    |                                    |                 |
| Manuel Sanchís     | 26. března 1938    | 28. října 2017 (ve věku 79 let)    | Real Madrid     |
| Eladio Silvestre   | 18. listopadu 1940 |                                    | FC Barcelona    |
| Jesús Glaría       | 2. ledna 1942      | 19. září 1978 (ve věku 36 let)     | Atlético Madrid |
| Feliciano Rivilla  | 21. srpna 1936     | 6. listopadu 2017 (ve věku 81 let) | Atlético Madrid |
| Severino Reija     | 25. listopadu 1938 |                                    | Real Zaragoza   |
| Ferran Olivella    | 22. června 1936    | 14. května 2023 (ve věku 86 let)   | FC Barcelona    |
| Záložníci          |                    |                                    |                 |
| Luis del Sol       | 6. dubna 1935      | 20. června 2021 (ve věku 86 let)   | Juventus FC     |
| Ignacio Zoco       | 31. července 1939  | 28. září 2015 (ve věku 76 let)     | Real Madrid     |
| José Ufarte        | 17. května 1941    |                                    | Atlético Madrid |
| Amancio Amaro      | 16. října 1939     | 21. února 2023 (ve věku 83 let)    | Real Madrid     |
| Gallego            | 4. března 1944     |                                    | FC Barcelona    |
| Pirri              | 11. března 1945    |                                    | Real Madrid     |
| Joaquín Peiró      | 29. ledna 1936     | 18. března 2020 (ve věku 84 let)   | Inter Milán     |
| Adelardo Rodríguez | 26. září 1939      |                                    | Atlético Madrid |
| Útočníci           |                    |                                    |                 |
| Marcelino Martínez | 29. dubna 1940     |                                    | Real Zaragoza   |
| Luis Suárez        | 2. května 1935     | 9. července 2023 (ve věku 88 let)  | Inter Milán     |
| Francisco Gento –  | 21. října 1933     | 18. ledna 2022 (ve věku 88 let)    | Real Madrid     |
| Josep Maria Fuste  | 15. dubna 1941     | 20. dubna 2023 (ve věku 82 let)    | FC Barcelona    |
| Carlos Lapetra     | 29. listopadu 1938 | 24. prosince 1995 (ve věku 57 let) | Real Zaragoza   |

### Švýcarsko
Hlavní trenér:  Alfredo Foni

| Jméno                    | Datum narození     | Datum úmrtí                         | Klub                 |
| Brankáři                 | Brankáři           | Brankáři                            | Brankáři             |
| ------------------------ | ------------------ | ----------------------------------- | -------------------- |
| Karl Elsener             | 13. srpna 1934     | 27. června 2010 (ve věku 75 let)    | FC Lausanne-Sport    |
| Léo Eichmann             | 24. prosince 1936  |                                     | FC La Chaux-de-Fonds |
| Mario Prosperi           | 4. srpna 1945      |                                     | FC Lugano            |
| Obránci                  |                    |                                     |                      |
| Willy Allemann           | 10. června 1942    | 22. září 2009 (ve věku 67 let)      | FC Grenchen          |
| Kurt Armbruster          | 16. září 1934      | 14. března 2019 (ve věku 84 let)    | FC Lausanne-Sport    |
| René Brodmann –          | 25. října 1933     | 2000                                | FC Curych            |
| Werner Leimgruber        | 2. září 1934       | 2. ledna 2025 (ve věku 90 let)      | FC Curych            |
| Heinz Schneiter          | 12. dubna 1935     | 6. června 2017 (ve věku 82 let)     | Young Boys           |
| Ely Tacchella            | 25. května 1936    | 2. srpna 2017 (ve věku 81 let)      | FC Lausanne-Sport    |
| Záložníci                |                    |                                     |                      |
| Heinz Bäni               | 18. listopadu 1936 | 10. března 2014 (ve věku 77 let)    | FC Curych            |
| Richard Dürr             | 1. prosince 1938   | 30. května 2014 (ve věku 75 let)    | FC Lausanne-Sport    |
| Hansruedi Führer         | 24. prosince 1937  |                                     | Young Boys           |
| Vittore Gottardi         | 24. září 1941      | 18. prosince 2015 (ve věku 74 let)  | FC Lugano            |
| André Grobéty            | 22. června 1933    | 20. července 2016 (ve věku 83 let)  | FC Lausanne-Sport    |
| Karl Odermatt            | 17. prosince 1942  |                                     | FC Basilej           |
| Xavier Stierli           | 29. října 1940     |                                     | FC Curych            |
| Georges Vuilleumier      | 21. září 1944      | 29. července 1988 (ve věku 43 let)  | FC Lausanne-Sport    |
| Útočníci                 |                    |                                     |                      |
| Robert Hosp              | 13. prosince 1939  | 5. října 2021 (ve věku 81 let)      | FC Lausanne-Sport    |
| Kobi Kuhn                | 12. října 1943     | 26. listopadu 2019 (ve věku 76 let) | FC Curych            |
| Fritz Künzli             | 8. ledna 1946      | 22. prosince 2019 (ve věku 73 let)  | FC Curych            |
| René-Pierre Quentin      | 5. srpna 1943      |                                     | FC Sion              |
| Jean-Claude Schindelholz | 11. října 1940     |                                     | Servette FC          |

### SRN
Hlavní trenér: Helmut Schön

| Jméno                   | Datum narození     | Datum úmrtí                        | Klub                |
| Brankáři                | Brankáři           | Brankáři                           | Brankáři            |
| ----------------------- | ------------------ | ---------------------------------- | ------------------- |
| Hans Tilkowski          | 12. července 1935  | 5. ledna 2020 (ve věku 84 let)     | Borussia Dortmund   |
| Sepp Maier              | 28. února 1944     |                                    | Bayern Mnichov      |
| Günter Bernard          | 4. listopadu 1939  |                                    | Werder Brémy        |
| Obránci                 |                    |                                    |                     |
| Horst-Dieter Höttges    | 10. září 1943      | 22. června 2023 (ve věku 79 let)   | Werder Brémy        |
| Karl-Heinz Schnellinger | 31. března 1939    | 20. května 2024 (ve věku 85 let)   | AC Milán            |
| Willi Schulz            | 4. října 1938      |                                    | Hamburger SV        |
| Wolfgang Weber          | 26. června 1944    |                                    | 1. FC Köln          |
| Friedel Lutz            | 21. ledna 1939     | 7. února 2023 (ve věku 84 let)     | Eintracht Frankfurt |
| Bernd Patzke            | 14. března 1943    |                                    | TSV 1860 München    |
| Wolfgang Paul           | 25. ledna 1940     |                                    | Borussia Dortmund   |
| Klaus-Dieter Sieloff    | 27. února 1942     | 13. prosince 2011 (ve věku 69 let) | VfB Stuttgart       |
| Záložníci               |                    |                                    |                     |
| Franz Beckenbauer       | 11. září 1945      | 7. ledna 2024 (ve věku 78 let)     | Bayern Mnichov      |
| Albert Brülls           | 26. března 1937    | 28. března 2004 (ve věku 67 let)   | Brescia             |
| Wolfgang Overath        | 29. září 1943      |                                    | 1. FC Köln          |
| Max Lorenz              | 19. srpna 1939     |                                    | Werder Brémy        |
| Útočníci                |                    |                                    |                     |
| Helmut Haller           | 21. července 1939  | 11. října 2012 (ve věku 73 let)    | Bologna             |
| Uwe Seeler –            | 5. listopadu 1936  | 21. července 2022 (ve věku 85 let) | Hamburger SV        |
| Sigfried Held           | 7. srpna 1942      |                                    | Borussia Dortmund   |
| Lothar Emmerich         | 29. listopadu 1941 | 13. srpna 2003 (ve věku 61 let)    | Borussia Dortmund   |
| Heinz Hornig            | 28. září 1937      |                                    | 1. FC Köln          |
| Werner Krämer           | 23. ledna 1940     | 12. února 2010 (ve věku 70 let)    | MSV Duisburg        |
| Jürgen Grabowski        | 7. července 1944   | 10. března 2022 (ve věku 77 let)   | Eintracht Frankfurt |

## Skupina 3

### Brazílie
Hlavní trenér: Vicente Feola

| Jméno                            | Datum narození    | Datum úmrtí                         | Klub          |
| Brankáři                         | Brankáři          | Brankáři                            | Brankáři      |
| -------------------------------- | ----------------- | ----------------------------------- | ------------- |
| Gilmar                           | 22. srpna 1930    | 25. srpna 2013 (ve věku 83 let)     | Santos FC     |
| Manga                            | 26. dubna 1937    | 8. dubna 2025 (ve věku 87 let)      | Botafogo      |
| Obránci                          |                   |                                     |               |
| Djalma Santos                    | 27. února 1929    | 23. července 2013 (ve věku 84 let)  | Palmeiras     |
| Fidélis                          | 13. března 1944   | 28. listopadu 2012 (ve věku 68 let) | Bangu         |
| Bellini –                        | 7. června 1930    | 20. března 2014 (ve věku 83 let)    | São Paulo FC  |
| Brito                            | 9. srpna 1939     |                                     | Vasco da Gama |
| Altair                           | 22. ledna 1938    | 9. srpna 2019 (ve věku 81 let)      | Fluminense    |
| Orlando                          | 20. září 1935     | 10. února 2010 (ve věku 74 let)     | Santos FC     |
| Paulo Henrique Souza de Oliveira | 5. ledna 1943     |                                     | Flamengo      |
| Rildo                            | 23. ledna 1942    |                                     | Botafogo      |
| Záložníci                        |                   |                                     |               |
| Gérson                           | 11. ledna 1941    |                                     | Botafogo      |
| Denílson                         | 28. března 1943   | 1. října 2024 (ve věku 81 let)      | Fluminense    |
| Lima                             | 18. ledna 1942    | 3. února 2025 (ve věku 83 let)      | Santos FC     |
| Zito                             | 18. srpna 1932    | 14. června 2015 (ve věku 82 let)    | Santos FC     |
| Jairzinho                        | 25. prosince 1944 |                                     | Botafogo      |
| Tostão                           | 25. ledna 1947    |                                     | Cruzeiro      |
| Útočníci                         |                   |                                     |               |
| Pelé                             | 23. října 1940    | 29. prosince 2022 (ve věku 82 let)  | Santos        |
| Garrincha                        | 28. října 1933    | 20. ledna 1983 (ve věku 49 let)     | Corinthians   |
| Alcindo                          | 16. prosince 1945 | 27. srpna 2016 (ve věku 70 let)     | Grêmio        |
| Silva Batuta                     | 2. ledna 1940     | 29. září 2020 (ve věku 80 let)      | Flamengo      |
| Paraná                           | 21. března 1942   |                                     | São Paulo FC  |
| Edu                              | 6. srpna 1949     |                                     | Santos FC     |

### Bulharsko
Hlavní trenér:  Rudolf Vytlačil

| Jméno                | Datum narození     | Datum úmrtí                         | Klub               |
| Brankáři             | Brankáři           | Brankáři                            | Brankáři           |
| -------------------- | ------------------ | ----------------------------------- | ------------------ |
| Georgi Najdenov      | 21. prosince 1931  | 28. května 1970 (ve věku 38 let)    | CSKA Sofia         |
| Simeon Simeonov      | 26. dubna 1946     | 2. listopadu 2000 (ve věku 54 let)  | Slavia Sofia       |
| Ivan Dejanov         | 16. prosince 1937  | 26. září 2018 (ve věku 80 let)      | Lokomotiv Sofia    |
| Obránci              |                    |                                     |                    |
| Aleksandar Šalamanov | 4. září 1941       | 26. října 2021 (ve věku 80 let)     | Slavia Sofia       |
| Ivan Vucov           | 14. prosince 1939  | 18. ledna 2019 (ve věku 79 let)     | Levski Sofia       |
| Boris Gaganelov –    | 7. října 1941      | 5. července 2020 (ve věku 78 let)   | CSKA Sofia         |
| Dimitar Penev        | 12. července 1945  |                                     | CSKA Sofia         |
| Dobromir Žečev       | 12. listopadu 1942 |                                     | Spartak Sofia      |
| Dimitar Largov       | 10. září 1936      | 26. listopadu 2020 (ve věku 84 let) | Slavia Sofia       |
| Vidin Apostolov      | 17. října 1941     | 13. listopadu 2020 (ve věku 79 let) | Botev Plovdiv      |
| Záložníci            |                    |                                     |                    |
| Stojan Kitov         | 27. srpna 1938     |                                     | Spartak Sofia      |
| Dinko Dermendžiev    | 2. června 1941     | 1. května 2019 (ve věku 77 let)     | Botev Plovdiv      |
| Vasil Metodiev       | 6. ledna 1935      | 29. července 2019 (ve věku 84 let)  | Lokomotiv Sofia    |
| Evgeni Jančovski     | 5. září 1939       |                                     | Beroe Stara Zagora |
| Ivan Davidov         | 5. října 1943      | 19. února 2015 (ve věku 71 let)     | Slavia Sofia       |
| Útočníci             |                    |                                     |                    |
| Petar Žekov          | 10. října 1944     | 18. února 2023 (ve věku 78 let)     | Beroe Stara Zagora |
| Georgi Asparuchov    | 4. května 1943     | 30. června 1971 (ve věku 28 let)    | Levski Sofia       |
| Ivan Kolev           | 1. listopadu 1930  | 1. července 2005 (ve věku 74 let)   | CSKA Sofia         |
| Dimitar Jakimov      | 12. srpna 1941     |                                     | CSKA Sofia         |
| Nikola Kotkov        | 9. prosince 1938   | 30. června 1971 (ve věku 32 let)    | Lokomotiv Sofia    |
| Aleksandar Kostov    | 5. března 1938     | 15. dubna 2019 (ve věku 81 let)     | Levski Sofia       |
| Stefan Abadžiev      | 3. července 1934   | 13. března 2024 (ve věku 89 let)    | Levski Sofia       |

### Maďarsko
Hlavní trenér: Lajos Baróti

| Jméno              | Datum narození     | Datum úmrtí                         | Klub               |
| Brankáři           | Brankáři           | Brankáři                            | Brankáři           |
| ------------------ | ------------------ | ----------------------------------- | ------------------ |
| Antal Szentmihályi | 3. června 1937     |                                     | Újpesti Dózsa      |
| József Gelei       | 29. června 1938    |                                     | Tatabányai Bányász |
| István Géczi       | 13. června 1944    | 10. září 2018 (ve věku 74 let)      | Ferencváros        |
| Obránci            |                    |                                     |                    |
| Benő Káposzta      | 7. června 1942     | 11. srpna 2025 (ve věku 83 let)     | Újpesti Dózsa      |
| Sándor Mátrai      | 20. listopadu 1932 | 30. května 2002 (ve věku 69 let)    | Ferencváros        |
| Kálmán Sóvári      | 21. prosince 1940  | 16. prosince 2020 (ve věku 79 let)  | Újpesti Dózsa      |
| Kálmán Mészöly     | 16. července 1941  | 21. listopadu 2022 (ve věku 81 let) | Vasas              |
| Gusztáv Szepesi    | 17. července 1939  | 5. června 1987 (ve věku 47 let)     | Tatabányai Bányász |
| Kálmán Ihász       | 6. prosince 1941   | 31. ledna 2019 (ve věku 77 let)     | Vasas              |
| Záložníci          |                    |                                     |                    |
| Ferenc Sipos –     | 13. prosince 1932  | 17. března 1997 (ve věku 64 let)    | Budapest Honvéd    |
| Zoltán Varga       | 1. ledna 1945      | 9. dubna 2010 (ve věku 65 let)      | Ferencváros        |
| Flórián Albert     | 15. září 1941      | 31. října 2011 (ve věku 70 let)     | Ferencváros        |
| Imre Mathesz       | 25. března 1937    | 6. prosince 2010 (ve věku 73 let)   | Vasas              |
| István Nagy        | 14. dubna 1939     | 22. října 1999 (ve věku 60 let)     | MTK Hungária       |
| Útočníci           |                    |                                     |                    |
| Ferenc Bene        | 17. prosince 1944  | 27. února 2006 (ve věku 61 let)     | Újpesti Dózsa      |
| János Farkas       | 27. března 1942    | 29. září 1989 (ve věku 47 let)      | Vasas              |
| Gyula Rákosi       | 9. října 1938      |                                     | Ferencváros        |
| Máté Fenyvesi      | 19. září 1933      | 17. února 2022 (ve věku 88 let)     | Ferencváros        |
| Dezső Molnár       | 12. prosince 1939  |                                     | Vasas              |
| Lajos Tichy        | 21. března 1935    | 6. ledna 1999 (ve věku 63 let)      | Budapest Honvéd    |
| Lajos Puskás       | 13. srpna 1944     |                                     | Vasas              |
| Antal Nagy         | 16. května 1944    |                                     | Budapest Honvéd    |

### Portugalsko
Hlavní trenér:  Otto Glória

| Jméno              | Datum narození    | Datum úmrtí                        | Klub            |
| Brankáři           | Brankáři          | Brankáři                           | Brankáři        |
| ------------------ | ----------------- | ---------------------------------- | --------------- |
| Américo Lopes      | 6. března 1933    | 22. září 2023 (ve věku 90 let)     | Porto           |
| Joaquim Carvalho   | 18. dubna 1937    | 5. dubna 2022 (ve věku 84 let)     | Sporting CP     |
| José Pereira       | 15. září 1931     |                                    | Belenenses      |
| Obránci            |                   |                                    |                 |
| Vicente            | 24. září 1935     |                                    | Belenenses      |
| Germano            | 18. ledna 1933    | 13. července 2004 (ve věku 71 let) | Benfica Lisabon |
| João Morais        | 6. března 1935    | 27. dubna 2010 (ve věku 75 let)    | Sporting CP     |
| Alexandre Baptista | 17. února 1941    | 3. března 2024 (ve věku 83 let)    | Sporting CP     |
| José Carlos        | 22. září 1941     | 26. dubna 2025 (ve věku 83 let)    | Sporting CP     |
| Alberto Festa      | 21. července 1939 | 2. prosince 2024 (ve věku 85 let)  | Porto           |
| Záložníci          |                   |                                    |                 |
| Fernando Peres     | 8. ledna 1943     | 10. února 2019 (ve věku 77 let)    | Sporting CP     |
| Hilário            | 19. března 1939   |                                    | Sporting CP     |
| Mário Coluna –     | 6. srpna 1935     | 25. února 2014 (ve věku 78 let)    | Benfica Lisabon |
| António Simões     | 14. prosince 1943 |                                    | Benfica Lisabon |
| José Augusto       | 13. dubna 1937    |                                    | Benfica Lisabon |
| Fernando Cruz      | 12. srpna 1940    | 16. srpna 2025 (ve věku 85 let)    | Benfica Lisabon |
| Jaime Graça        | 10. ledna 1942    | 28. února 2012 (ve věku 70 let)    | Vitória Setúbal |
| Custódio Pinto     | 9. února 1942     | 21. února 2004 (ve věku 62 let)    | Porto           |
| Útočníci           |                   |                                    |                 |
| Ernesto Figueiredo | 6. července 1937  |                                    | Sporting CP     |
| João Lourenço      | 8. dubna 1942     |                                    | Sporting CP     |
| Eusébio            | 25. ledna 1942    | 5. ledna 2014 (ve věku 71 let)     | Benfica Lisabon |
| Manuel Duarte      | 29. května 1943   | 2. září 2022 (ve věku 79 let)      | Leixões         |
| José Torres        | 8. září 1938      | 3. září 2010 (ve věku 71 let)      | Benfica Lisabon |

## Skupina 4

### Chile
Hlavní trenér: Luis Alamos

| Jméno             | Datum narození     | Datum úmrtí                         | Klub                      |
| Brankáři          | Brankáři           | Brankáři                            | Brankáři                  |
| ----------------- | ------------------ | ----------------------------------- | ------------------------- |
| Adán Godoy        | 26. listopadu 1936 |                                     | Universidad Católica      |
| Juan Olivares     | 20. února 1941     |                                     | Santiago Wanderers        |
| Obránci           |                    |                                     |                           |
| Hugo Berly        | 31. prosince 1941  | 24. prosince 2009 (ve věku 67 let)  | Audax Italiano            |
| Humberto Donoso   | 9. října 1938      | 4. května 2000 (ve věku 61 let)     | Club Universidad de Chile |
| Luis Eyzaguirre   | 22. června 1939    |                                     | Club Universidad de Chile |
| Elías Figueroa    | 25. října 1946     |                                     | Santiago Wanderers        |
| Alberto Valentini | 25. listopadu 1938 | 25. října 2009 (ve věku 70 let)     | Colo-Colo                 |
| Hugo Villanueva   | 9. dubna 1939      | 23. června 2024 (ve věku 85 let)    | Club Universidad de Chile |
| Záložníci         |                    |                                     |                           |
| Carlos Campos     | 14. února 1937     | 11. listopadu 2020 (ve věku 83 let) | Club Universidad de Chile |
| Humberto Cruz     | 8. prosince 1939   |                                     | Colo-Colo                 |
| Roberto Hodge     | 30. července 1944  | 1985                                | Club Universidad de Chile |
| Rubén Marcos      | 6. prosince 1942   | 14. srpna 2006 (ve věku 63 let)     | Club Universidad de Chile |
| Ignacio Prieto    | 23. září 1943      |                                     | Universidad Católica      |
| Jaime Ramírez     | 14. srpna 1931     | 26. února 2003 (ve věku 71 let)     | Club Universidad de Chile |
| Leonel Sánchez –  | 25. dubna 1936     | 2. dubna 2022 (ve věku 85 let)      | Club Universidad de Chile |
| Armando Tobar     | 7. června 1938     | 18. listopadu 2016 (ve věku 78 let) | Universidad Católica      |
| Útočníci          |                    |                                     |                           |
| Pedro Araya Toro  | 23. ledna 1942     |                                     | Club Universidad de Chile |
| Alberto Fouilloux | 22. listopadu 1940 | 23. června 2018 (ve věku 77 let)    | Universidad Católica      |
| Honorino Landa    | 1. června 1942     | 30. května 1987 (ve věku 44 let)    | Green Cross Temuco        |
| Orlando Ramírez   | 7. května 1943     | 26. července 2018 (ve věku 75 let)  | Club Universidad de Chile |
| Francisco Valdés  | 19. března 1943    | 10. srpna 2009 (ve věku 66 let)     | Colo-Colo                 |
| Guillermo Yávar   | 26. března 1943    |                                     | Club Universidad de Chile |

### Itálie
Hlavní trenér: Edmondo Fabbri

| Jméno                | Datum narození     | Datum úmrtí                        | Klub            |
| Brankáři             | Brankáři           | Brankáři                           | Brankáři        |
| -------------------- | ------------------ | ---------------------------------- | --------------- |
| Enrico Albertosi     | 2. listopadu 1939  |                                    | Fiorentina      |
| Roberto Anzolin      | 18. dubna 1938     | 6. října 2017 (ve věku 79 let)     | Juventus        |
| Pierluigi Pizzaballa | 14. září 1939      |                                    | Atalanta        |
| Obránci              |                    |                                    |                 |
| Tarcisio Burgnich    | 25. dubna 1939     | 4. září 2006 (ve věku 64 let)      | Inter Milán     |
| Giacinto Facchetti   | 18. července 1942  | 4. září 2006 (ve věku 64 let)      | Inter Milán     |
| Aristide Guarneri    | 7. března 1938     |                                    | Inter Milán     |
| Francesco Janich     | 27. března 1937    | 2. prosince 2019 (ve věku 82 let)  | Bologna FC 1909 |
| Spartaco Landini     | 31. ledna 1944     | 16. dubna 2017 (ve věku 73 let)    | Inter Milán     |
| Roberto Rosato       | 18. srpna 1943     | 20. června 2010 (ve věku 66 let)   | Turín FC        |
| Sandro Salvadore –   | 29. listopadu 1939 | 4. ledna 2007 (ve věku 67 let)     | Juventus        |
| Záložníci            |                    |                                    |                 |
| Paolo Barison        | 23. června 1936    | 17. dubna 1979 (ve věku 42 let)    | AS Řím          |
| Giacomo Bulgarelli   | 24. října 1940     | 12. února 2009 (ve věku 68 let)    | Bologna FC 1909 |
| Romano Fogli         | 21. ledna 1938     | 21. září 2021 (ve věku 83 let)     | Bologna FC 1909 |
| Gianfranco Leoncini  | 25. září 1939      | 5. dubna 2019 (ve věku 79 let)     | Juventus        |
| Giovanni Lodetti     | 10. srpna 1942     | 22. září 2023 (ve věku 81 let)     | AC Milán        |
| Marino Perani        | 27. října 1939     | 18. října 2017 (ve věku 77 let)    | Bologna FC 1909 |
| Útočníci             |                    |                                    |                 |
| Antonio Juliano      | 26. prosince 1942  | 13. prosince 2023 (ve věku 80 let) | SSC Neapol      |
| Sandro Mazzola       | 8. listopadu 1942  |                                    | Inter Milán     |
| Luigi Meroni         | 24. února 1943     | 15. října 1967 (ve věku 24 let)    | Turín FC        |
| Ezio Pascutti        | 1. června 1937     | 4. ledna 2017 (ve věku 79 let)     | Bologna FC 1909 |
| Gianni Rivera        | 18. srpna 1943     |                                    | AC Milán        |
| Francesco Rizzo      | 30. května 1943    | 17. července 2022 (ve věku 79 let) | Cagliari        |

### Severní Korea
Hlavní trenér: Mjung Rje-hjung

| Jméno           | Datum narození    | Datum úmrtí                    | Klub       |
| Brankáři        | Brankáři          | Brankáři                       | Brankáři   |
| --------------- | ----------------- | ------------------------------ | ---------- |
| Li Čchang-mjung | 2. ledna 1947     |                                | Kigwancha  |
| Li Keun-hak     | 7. července 1940  |                                | Moranbong  |
| Obránci         |                   |                                |            |
| Pak Li-sup      | 6. ledna 1944     |                                | Amrokgang  |
| Šin Jung-kjó    | 30. března 1942   |                                | Moranbong  |
| Lim Zóng-sun    | 16. července 1943 |                                | Moranbong  |
| Oh Jón-kjung    | 6. srpna 1941     |                                | 8 August   |
| Cha Čung-won    | 20. dubna 1942    |                                | 8 August   |
| Kim Jung-kil    | 29. ledna 1944    |                                | Rodongja   |
| Rjó Čchang-kil  | 5. listopadu 1940 |                                | Kigwancha  |
| Záložníci       |                   |                                |            |
| Kang Bong-čchil | 7. listopadu 1943 |                                | 8 February |
| Im Sjung-hwi    | 3. února 1946     |                                | 8 February |
| Chan Bong-zin   | 2. září 1945      |                                | 8 February |
| Li Dong-wun     | 4. července 1945  |                                | Rodongja   |
| Kim Bong-hwan   | 4. července 1939  |                                | Kigwancha  |
| Ke Sjung-wun    | 26. prosince 1943 |                                | Rodongja   |
| Na Se-bok       | 29. října 1946    |                                | Amrokgang  |
| Útočníci        |                   |                                |            |
| Pak Du-ik       | 17. března 1942   |                                | Moranbong  |
| Pak Sjung-zin – | 11. ledna 1941    | 5. srpna 2011 (ve věku 70 let) | Moranbong  |
| Kang Rjong-wun  | 25. dubna 1942    |                                | Rodongja   |
| Kim Sjung-il    | 2. září 1945      |                                | Moranbong  |
| Jang Sjung-kuk  | 19. srpna 1944    |                                | Kigwancha  |
| Li Čchi-an      | 7. července 1945  |                                | 8 February |

### Sovětský svaz
Hlavní trenér: Nikolaj Morozov

| Jméno                | Datum narození    | Datum úmrtí                         | Klub            |
| Brankáři             | Brankáři          | Brankáři                            | Brankáři        |
| -------------------- | ----------------- | ----------------------------------- | --------------- |
| Lev Jašin            | 22. října 1929    | 20. března 1990 (ve věku 60 let)    | Dynamo Moskva   |
| Anzor Kavazašvili    | 19. července 1940 |                                     | Torpedo Moskva  |
| Viktor Bannikov      | 28. dubna 1938    | 25. dubna 2001 (ve věku 62 let)     | Dynamo Kyjev    |
| Obránci              |                   |                                     |                 |
| Leonid Ostrovskij    | 17. ledna 1936    | 17. dubna 2001 (ve věku 62 let)     | Dynamo Kyjev    |
| Vladimir Ponomarjov  | 18. února 1940    |                                     | CSKA Moskva     |
| Albert Šestěrňov –   | 20. června 1941   | 5. listopadu 1994 (ve věku 53 let)  | CSKA Moskva     |
| Viktor Getmanov      | 4. května 1940    | 23. dubna 1995 (ve věku 54 let)     | SKA Rostov      |
| Vasilij Danilov      | 13. května 1941   |                                     | Zenit Leningrad |
| Alexej Kornějev      | 6. února 1939     | 14. prosince 2004 (ve věku 65 let)  | Spartak Moskva  |
| Záložníci            |                   |                                     |                 |
| Valentin Afonin      | 22. prosince 1939 | 2. dubna 2021 (ve věku 81 let)      | SKA Rostov      |
| Murtaz Churcilava    | 5. ledna 1943     |                                     | Dynamo Tbilisi  |
| Jožef Sabo           | 29. února 1940    |                                     | Dynamo Kyjev    |
| Igor Čislenko        | 4. ledna 1939     | 22. září 1994 (ve věku 55 let)      | Dynamo Moskva   |
| Valerij Voronin      | 17. července 1939 | 22. května 1984 (ve věku 44 let)    | Torpedo Moskva  |
| Georgi Sičinava      | 15. září 1944     |                                     | Dynamo Tbilisi  |
| Útočníci             |                   |                                     |                 |
| Viktor Serebrjanikov | 29. března 1940   | 12. listopadu 2014 (ve věku 74 let) | Dynamo Kyjev    |
| Galimzjan Chusajnov  | 27. června 1937   | 5. února 2010 (ve věku 72 let)      | Spartak Moskva  |
| Slava Metreveli      | 30. května 1936   | 7. ledna 1998 (ve věku 61 let)      | Dynamo Tbilisi  |
| Valerij Porkujan     | 4. října 1944     |                                     | Dynamo Kyjev    |
| Anatolij Baniševskij | 23. února 1946    | 10. prosince 1997 (ve věku 51 let)  | Neftçi Bakı PFK |
| Eduard Malofejev     | 2. června 1942    |                                     | Dynamo Minsk    |
| Eduard Markarov      | 20. června 1942   |                                     | Neftçi Bakı PFK |